# Gipuzkoa
Gipuzkoa (på spanska även Guipúzcoa) är en provins i den autonoma regionen Baskien i norra Spanien. Provinshuvudstaden är Donostia-San Sebastián. Provinsen gränsar till Biscayabukten i norr, den historiska provinsen Lapurdi och departementet Pyrénées-Atlantiques i nordost, Navarra i ost, Araba i sydväst och Bizkaia i väst.
Gipuzkoa har drygt 700 000 invånare (cirka 370/km²). Största staden är Donostia (cirka 180 000 invånare), medan andra större samhällen är Irun, Errenteria, Eibar, Zarautz och Arrasate.